# Screaming for Vengeance
Screaming for Vengeance är ett album av heavy metal bandet Judas Priest släppt 1982. Det är ett av gruppens mest framgångsrika album med bland annat en dubbel platina-certifiering från RIAA i USA, och innehöll en av gruppens kändaste kompositioner, "You've Got Another Thing Comin'".

## Låtar på albumet
(Låtar utan upphovsman skrivna av K.K. Downing/Rob Halford/Glenn Tipton)
Sida ett
1. "The Hellion" - 0:41
2. "Electric Eye" - 3:38
3. "Riding on the Wind" - 3:10
4. "Bloodstone - 3:52
5. "(Take These) Chains" (Bob Halligan) 3:07
6. "Pain and Pleasure" - 4:17

Sida två
1. "Screaming for Vengeance" - 4:42
2. "You've Got Another Thing Comin'" - 5:09
3. "Fever" - 5:21
4. "Devil's Child" - 4:50

## Medverkande
- Rob Halford - sång
- Glenn Tipton - gitarr
- K.K. Downing - gitarr
- Ian Hill - elbas
- Dave Holland - trummor